# Rob McElhenney
Rob McElhenney (Filadelfia, 14 aprile 1977) è un attore, regista, produttore cinematografico, sceneggiatore e un dirigente sportivo statunitense.
È noto soprattutto per essere il creatore della sitcom C'è sempre il sole a Philadelphia, in cui recita il ruolo di Mac.

## Biografia
Dal 2021 è proprietario, insieme a Ryan Reynolds, del Wrexham AFC, squadra di calcio gallese militante dal 2024-'25 nella Football League One (terza divisione del sistema calcistico inglese). 

## Filmografia

### Cinema
- L'ombra del diavolo (The Devil's Own), regia di Alan Pakula (1997)
- A Civil Action, regia di Steven Zaillian (1998)
- Wonder Boys, regia di Curtis Hanson (2000)
- Tredici variazioni sul tema (Thirteen Conversations About One Thing), regia di Jill Sprecher (2001)
- Campfire Stories, regia di Bob Cea, Andrzej Krakowski e Jeff Mazzola (2001)
- Long Story Short, regia di Redd Ochoa (2002)
- Latter Days - Inguaribili romantici (Latter Days), regia di C. Jay Cox (2003)
- The Tollbooth, regia di Debra Kirschner (2004)
- Deadpool & Wolverine, regia di Shawn Levy (2024) - cameo

### Televisione
- Law & Order - I due volti della giustizia (Law & Order) - serie TV, episodio 8x01 (1997)
- E.R. - Medici in prima linea (ER) - serie TV, episodio 10x18 (2004)
- C'è sempre il sole a Philadelphia (It's Always Sunny in Philadelphia) - serie TV, 154 episodi (2005 - in corso)
- Lost - serie TV, episodi 3x07-6x02 (2007-2010)
- The Mindy Project - serie TV, 4 episodi (2014-2017)
- Il Trono di Spade (Game of Thrones) - serie TV, episodio 8x01 (2019)
- Mythic Quest - serie TV (2020-2025) - anche creatore e produttore esecutivo

### Docu-serie
- Welcome to Wrexham

## Doppiatori italiani
- Fabrizio Vidale in C'è sempre il sole a Philadelphia, Welcome to Wrexham
- Edoardo Stoppacciaro in Lost
- Alessandro Quarta in Mythic Quest